# Rajd San Remo 1969
Rajd San Remo 1969 (9. Rally Sanremo) – 9 edycja rajdu samochodowego Rajd San Remo rozgrywanego we Włoszech. Rozgrywany był od 5 do 9 marca 1969 roku. Była to druga runda Rajdowych Mistrzostw Europy w roku 1969. Składał się z 15 odcinków specjalnych.

## Klasyfikacja rajdu
| Miejsce                     | Kierowca                    | Pilot                       | Samochód                    | Czas                        | Strata                      |                             |
| Klasyfikacja generalnai ERC | Klasyfikacja generalnai ERC | Klasyfikacja generalnai ERC | Klasyfikacja generalnai ERC | Klasyfikacja generalnai ERC | Klasyfikacja generalnai ERC | Klasyfikacja generalnai ERC |
| --------------------------- | --------------------------- | --------------------------- | --------------------------- | --------------------------- | --------------------------- | --------------------------- |
| 1.                          | Harry Källström             | Gunnar Häggbom              | Lancia Fulvia 1.3 Coupé HF  | 4:12                        | 0.0                         |                             |
| 2.                          | Rauno Aaltonen              | Henry Liddon                | Lancia Fulvia 1.3 Coupé HF  | 4:38                        | +26                         |                             |
| 3.                          | Sergio Barbasio             | Mario Mannucci              | Lancia Fulvia 1.3 Coupé HF  | 8:31                        | +4:19                       |                             |
| 4.                          | Luigi Taramazzo             | Luigi Pesco                 | Porsche 911 S               | 10:20                       | +6:08                       |                             |
| 5.                          | Jovica Paliković            | Daniele Audetto             | Porsche 911 S               | 19:52                       | +15:40                      |                             |
| 6.                          | Arnaldo Cavallari           | Dante Salvay                | Lancia Fulvia HF            | 19:53                       | +15:41                      |                             |
| 7.                          | Cristiano Rattazzi          | Luca Cordero di Montezemolo | Fiat 124 Special            | 26:22                       | +22:10                      |                             |
| 8.                          | Alberto Smania              | Giuseppe Zanchetti          | Fiat 125 S                  | 29:15                       | +25:03                      |                             |
| 9.                          | Luciano Trombotto           | Francesco Bossola           | Fiat 124 Spider             | 30:38                       | +26:26                      |                             |
| 10.                         | Roger Clark                 | Jim Porter                  | Ford Escort Twin Cam        | 34:35                       | +30:23                      |                             |